# هوراس جي. نولز
هوراس جي. نولز (بالإنجليزية: Horace G. Knowles) هو دبلوماسي أمريكي، ولد في 1862 في نيويورك في الولايات المتحدة، وتوفي بنفس المكان في 2 نوفمبر 1937.